# Mar de Las Calmas
Das Fauna-Flora-Habitat-Gebiet Mar de Las Calmas liegt im Atlantischen Ozean vor der Südküste der Kanareninsel El Hierro. Das Gebiet gehört zum europäischen Schutzgebiets-Netz Natura 2000. Es handelt sich um das am weitesten südlich gelegene FFH-Gebiet. Die Gewässer südlich von El Hierro sind die wärmsten der Kanaren und zeigen daher deutlich mehr tropische Einflüsse als anderswo um den Archipel.

## Schutzzweck
Folgende Lebensraumtypen nach Anhang I der FFH-Richtlinie sind für das Gebiet gemeldet:
| EU Code | * | Lebensraumtyp (offizielle Bezeichnung)                             | Fläche [ha] |
| ------- | - | ------------------------------------------------------------------ | ----------- |
| 1110    |   | Sandbänke mit nur schwacher ständiger Überspülung durch Meerwasser | 4,9         |
| 1170    |   | Riffe                                                              | 21,3        |
| 8330    |   | Völlig oder teilweise unter Wasser liegende Meereshöhlen           |             |

### Arteninventar
Folgende Arten von gemeinschaftlichem Interesse kommen im Gebiet vor:
| Bild | EU Code | * | Art                       | wissenschaftlicher Name | Artengruppe |
| ---- | ------- | - | ------------------------- | ----------------------- | ----------- |
|      | 1227    |   | Grüne Meeresschildkröte   | Chelonia mydas          | Reptilien   |
|      | 1349    |   | Großer Tümmler            | Tursiops truncatus      | Säugetiere  |
|      | 1224    | * | Unechte Karettschildkröte | Caretta caretta         | Reptilien   |